# Distrito Histórico de Blackstone Park
El Distrito Histórico de Blackstone Park está delimitado aproximadamente por el río Seekonk, Laurell Avenue, Blackstone Boulevard y South Angell Street en la ciudad Providence, la capital del estado de Rhode Island (Estados Unidos). Se encuentra en la región de Blackstone del East Side.

## Descripción
En 1886, Horace Cleveland planificó el trazado de Blackstone Boulevard y se construyó en 1894 para brindar un mejor acceso al cercano cementerio Swan Point. El parque en el centro fue planeado y sugerido por los hermanos Olmsted.
De 1903 a 1948, una línea de tranvía operó en medio del bulevar y se detuvo en un refugio de piedra. Después de retirar el carrito, se construyó un sendero para caminar sobre la cama del carrito. El distrito circundante presenta una arquitectura de Howard K. Hilton y contiene varios estilos historicistas de los siglos XIX y XX. El distrito se agregó al Registro Nacional de Lugares Históricos en 1998.